# L'Emprise (film, 1946)
Pour les articles homonymes, voir Emprise.
L'Emprise (Of Human Bondage) est un film américain réalisé par Edmund Goulding, sorti sur les écrans en 1946.
Il s'agit d'un remake du film portant le même titre réalisé par John Cromwell, sorti en 1934.

## Synopsis
Un jeune homme aux pied bot, étudiant la médecine, est obsédé par une jeune femme qui officie comme serveuse mais reste indifférente à son égard.

## Fiche technique
- Titre : L'Emprise
- Titre original : Of Human Bondage
- Réalisation : Edmund Goulding
- Scénario : W. Somerset Maugham (roman), Catherine Turney
- Producteurs : Henry Blanke, Jack L. Warner
- Musique originale : Erich Wolfgang Korngold
- Directeur de la photographie : Peverell Marley
- Montage : Clarence Kolster
- Direction artistique : Harry Kelso, Hugh Reticker, Max Parker
- Décors : George James Hopkins
- Costumes : Milo Anderson
- Ingénieurs du son : Stanley Jones, Gerald W. Alexander, Robert G. Wayne
- Sociétés de Production : Warner Bros. Pictures
- Pays de production :  États-Unis
- Langue : Anglais
- Format : Noir et blanc — 35 mm — 1,37:1 — Son : Mono (RCA Sound System)
- Genre : Film dramatique
- Durée : 105 minutes
- Date de sortie :
  - États-Unis : 20 juillet 1946

## Distribution
- Paul Henreid : Philip Carey
- Eleanor Parker : Mildred Rogers
- Alexis Smith : Nora Nesbitt
- Edmund Gwenn : Athelny
- Patric Knowles : Harry Griffiths
- Janis Paige : Sally Athelny
- Henry Stephenson : Dr Tyrell
- Marten Lamont : Dunsford
- Isobel Elsom : Mme Betty Athelny
- Una O'Connor : Mme Foreman
- Eva Moore : Mme Gray
- Richard Nugent : Emil Miller
- Doris Lloyd : Propriétaire
- Bill Kennedy : Flanagan
- George Davis, Jean De Briac (non crédités) : Artistes